# Althepus bako
Espèce
Althepus bako est une espèce d'araignées aranéomorphes de la famille des Psilodercidae.

## Distribution
Cette espèce est endémique du Sarawak en Malaisie orientale,. Elle se rencontre dans le parc national de Bako.

## Description
La carapace du mâle holotype mesure 1,3 mm de long sur 1,2 mm et l'abdomen 2,4 mm de long et la carapace de la femelle paratype mesure 1,3 mm de long sur 1,1 mm et l'abdomen 2,4 mm de long

## Étymologie
Son nom d'espèce lui a été donné en référence au lieu de sa découverte, le parc national de Bako.

## Publication originale
- Deeleman-Reinhold, 1995 : The Ochyroceratidae of the Indo-Pacific region (Araneae). The Raffles Bulletin of Zoology Supplement, no 2, p. 1-103 (texte intégral).